# BWF Super Series Finale 2008
Das BWF Super Series Finale 2008 war das abschließende Turnier der BWF Super Series 2008 im Badminton. Es fand in Kota Kinabalu, Sabah, Malaysia, vom 18. bis 21. Dezember 2008 statt.

## Herreneinzel

### Setzliste
1. Lee Chong Wei
2. Sony Dwi Kuncoro
3. Joachim Persson
4. Peter Gade
5. Taufik Hidayat
6. Chan Yan Kit
7. Andrew Smith
8. Wong Choong Hann

### Gruppe A
| Nr. | Spieler          | Spiele | Punkte | Gewonnen | Sätze | Punkte  |
| --- | ---------------- | ------ | ------ | -------- | ----- | ------- |
| 1   | Lee Chong Wei    | 3      | 3      | 3-0      | 6-1   | 146-106 |
| 2   | Peter Gade       | 3      | 1      | 1-2      | 3-4   | 133-130 |
| 3   | Wong Choong Hann | 3      | 1      | 1-2      | 3-4   | 117-136 |
| 4   | Chan Yan Kit     | 3      | 1      | 1-2      | 2-5   | 115-139 |

### Gruppe B
| Nr. | Spieler          | Spiele | Punkte | Gewonnen | Sätze | Punkte  |
| --- | ---------------- | ------ | ------ | -------- | ----- | ------- |
| 1   | Sony Dwi Kuncoro | 3      | 3      | 3-0      | 6-3   | 183-142 |
| 2   | Taufik Hidayat   | 3      | 2      | 2-1      | 5-3   | 154-140 |
| 3   | Joachim Persson  | 3      | 1      | 1-2      | 4-5   | 150-163 |
| 4   | Andrew Smith     | 3      | 0      | 0-3      | 2-6   | 120-162 |

### Resultate
|  | Halbfinale | Halbfinale       | Halbfinale | Halbfinale | Halbfinale |  |  | Finale | Finale        | Finale | Finale | Finale |
|  |            |                  |            |            |            |  |  |        |               |        |        |        |
|  |            |                  |            |            |            |  |  |        |               |        |        |        |
|  |            | Lee Chong Wei    | 21         | 21         |            |  |  |        |               |        |        |        |
|  |            | Taufik Hidayat   | 5          | 10         |            |  |  |        |               |        |        |        |
|  |            |                  |            |            |            |  |  |        | Lee Chong Wei | 21     | 21     |        |
|  |            |                  |            |            |            |  |  |        | Peter Gade    | 8      | 16     |        |
|  |            | Peter Gade       | 21         | 21         |            |  |  |        |               |        |        |        |
|  |            | Sony Dwi Kuncoro | 10         | 10         |            |  |  |        |               |        |        |        |
|  |            |                  |            |            |            |  |  |        |               |        |        |        |

## Dameneinzel

### Setzliste
1. Zhou Mi
2. Tine Rasmussen
3. Wang Chen
4. Pi Hongyan
5. Xu Huaiwen
6. Wong Mew Choo
7. Saina Nehwal
8. Yu Hirayama

### Gruppe A
| Nr. | Spieler     | Spiele | Punkte | Gewonnen | Sätze | Punkte  |
| --- | ----------- | ------ | ------ | -------- | ----- | ------- |
| 1   | Wang Chen   | 3      | 3      | 3-0      | 6-2   | 160-108 |
| 2   | Zhou Mi     | 3      | 2      | 2-1      | 4-2   | 111-84  |
| 3   | Xu Huaiwen  | 3      | 1      | 1-2      | 3-4   | 113-126 |
| 4   | Yu Hirayama | 3      | 0      | 0-3      | 1-6   | 78-114  |

### Gruppe B
| Nr. | Spieler        | Spiele | Punkte | Gewonnen | Sätze | Punkte  |
| --- | -------------- | ------ | ------ | -------- | ----- | ------- |
| 1   | Tine Rasmussen | 3      | 3      | 3-0      | 6-0   | 126-80  |
| 2   | Saina Nehwal   | 3      | 2      | 2-1      | 4-3   | 133-120 |
| 3   | Pi Hongyan     | 3      | 1      | 1-2      | 2-5   | 116-138 |
| 4   | Wong Mew Choo  | 3      | 0      | 0-3      | 2-6   | 127-164 |

### Resultate
|  | Halbfinale | Halbfinale     | Halbfinale | Halbfinale | Halbfinale |  |  | Finale | Finale    | Finale | Finale | Finale |
|  |            |                |            |            |            |  |  |        |           |        |        |        |
|  |            |                |            |            |            |  |  |        |           |        |        |        |
|  |            | Wang Chen      | 15         | 21         | 21         |  |  |        |           |        |        |        |
|  |            | Saina Nehwal   | 21         | 14         | 16         |  |  |        |           |        |        |        |
|  |            |                |            |            |            |  |  |        | Wang Chen | 14     | 18     |        |
|  |            |                |            |            |            |  |  |        | Zhou Mi   | 21     | 21     |        |
|  |            | Zhou Mi        | 21         | 21         |            |  |  |        |           |        |        |        |
|  |            | Tine Rasmussen | 13         | 16         |            |  |  |        |           |        |        |        |
|  |            |                |            |            |            |  |  |        |           |        |        |        |

## Herrendoppel

### Setzliste
1. Markis Kido / Hendra Setiawan
2. Zakry Abdul Latif / Fairuzizuan Tazari
3. Jung Jae-sung / Lee Yong-dae
4. Mathias Boe / Carsten Mogensen
5. Candra Wijaya /  Tony Gunawan
6. Koo Kien Keat / Tan Boon Heong
7. Simon Mollyhus / Anders Kristiansen
8. Robert Blair / Chris Adcock

### Gruppe A
| Nr. | Paarung                              | Spiele | Punkte | Gewonnen | Sätze | Punkte  |
| --- | ------------------------------------ | ------ | ------ | -------- | ----- | ------- |
| 1   | Jung Jae-sung Lee Yong-dae           | 3      | 3      | 3-0      | 6-1   | 138-113 |
| 2   | Zakry Abdul Latif Fairuzizuan Tazari | 3      | 2      | 2-1      | 4-3   | 136-124 |
| 3   | Robert Blair Chris Adcock            | 3      | 1      | 1-2      | 4-4   | 140-150 |
| 4   | Simon Mollyhus Anders Kristiansen    | 3      | 0      | 0-3      | 0-6   | 99-126  |

### Gruppe B
| Nr. | Paarung                      | Spiele | Punkte | Gewonnen | Sätze | Punkte  |
| --- | ---------------------------- | ------ | ------ | -------- | ----- | ------- |
| 1   | Koo Kien Keat Tan Boon Heong | 3      | 3      | 3-0      | 6-1   | 143-107 |
| 2   | Markis Kido Hendra Setiawan  | 3      | 2      | 2-1      | 5-4   | 173-162 |
| 3   | Candra Wijaya Tony Gunawan   | 3      | 1      | 1-2      | 3-4   | 119-142 |
| 4   | Mathias Boe Carsten Mogensen | 3      | 0      | 0-3      | 1-6   | 120-144 |

### Resultate
|  | Halbfinale | Halbfinale                           | Halbfinale | Halbfinale | Halbfinale |  |  | Finale | Finale                       | Finale | Finale | Finale |
|  |            |                                      |            |            |            |  |  |        |                              |        |        |        |
|  |            |                                      |            |            |            |  |  |        |                              |        |        |        |
|  |            | Jung Jae-sung Lee Yong-dae           | 22         | 15         | 21         |  |  |        |                              |        |        |        |
|  |            | Markis Kido Hendra Setiawan          | 20         | 21         | 16         |  |  |        |                              |        |        |        |
|  |            |                                      |            |            |            |  |  |        | Jung Jae-sung Lee Yong-dae   | 18     | 14     |        |
|  |            |                                      |            |            |            |  |  |        | Koo Kien Keat Tan Boon Heong | 21     | 21     |        |
|  |            | Zakry Abdul Latif Fairuzizuan Tazari | 20         | 14         |            |  |  |        |                              |        |        |        |
|  |            | Koo Kien Keat Tan Boon Heong         | 22         | 21         |            |  |  |        |                              |        |        |        |
|  |            |                                      |            |            |            |  |  |        |                              |        |        |        |

## Damendoppel

### Setzliste
1. Wong Pei Tty / Chin Eei Hui
2. Liliyana Natsir / Vita Marissa
3. Lena Frier Kristiansen / Kamilla Rytter Juhl
4. Ha Jung-eun / Kim Min-jung
5. Charmaine Reid /  Nicole Grether
6. Duanganong Aroonkesorn / Kunchala Voravichitchaikul
7. Jo Novita / Greysia Polii
8. Judith Meulendijks / Yao Jie

### Gruppe A
| Nr. | Paarung                                           | Spiele | Punkte | Gewonnen | Sätze | Punkte  |
| --- | ------------------------------------------------- | ------ | ------ | -------- | ----- | ------- |
| 1   | Vita Marissa Liliyana Natsir                      | 3      | 3      | 3-0      | 6-1   | 145-108 |
| 2   | Ha Jung-eun Kim Min-jung                          | 3      | 2      | 2-1      | 5-2   | 130-107 |
| 3   | Duanganong Aroonkesorn Kunchala Voravichitchaikul | 3      | 1      | 1-2      | 2-4   | 93-117  |
| 4   | Judith Meulendijks Yao Jie                        | 3      | 0      | 0-3      | 0-6   | 90-126  |

### Gruppe B
| Nr. | Paarung                                    | Spiele | Punkte | Gewonnen | Sätze | Punkte  |
| --- | ------------------------------------------ | ------ | ------ | -------- | ----- | ------- |
| 1   | Wong Pei Tty Chin Eei Hui                  | 3      | 3      | 3-0      | 6-1   | 135-104 |
| 2   | Jo Novita Greysia Polii                    | 3      | 2      | 2-1      | 5-2   | 135-114 |
| 3   | Lena Frier Kristiansen Kamilla Rytter Juhl | 3      | 1      | 1-2      | 2-4   | 110-108 |
| 4   | Charmaine Reid Nicole Grether              | 3      | 0      | 0-3      | 0-6   | 72-126  |

### Resultate
|  | Halbfinale | Halbfinale                   | Halbfinale | Halbfinale | Halbfinale |  |  | Finale | Finale                       | Finale | Finale | Finale |
|  |            |                              |            |            |            |  |  |        |                              |        |        |        |
|  |            |                              |            |            |            |  |  |        |                              |        |        |        |
|  |            | Vita Marissa Liliyana Natsir | 21         | 21         |            |  |  |        |                              |        |        |        |
|  |            | Jo Novita Greysia Polii      | 19         | 17         |            |  |  |        |                              |        |        |        |
|  |            |                              |            |            |            |  |  |        | Vita Marissa Liliyana Natsir | 15     | 20     |        |
|  |            |                              |            |            |            |  |  |        | Wong Pei Tty Chin Eei Hui    | 21     | 22     |        |
|  |            | Ha Jung-eun Kim Min-jung     | 21         | 19         | 17         |  |  |        |                              |        |        |        |
|  |            | Wong Pei Tty Chin Eei Hui    | 14         | 21         | 21         |  |  |        |                              |        |        |        |
|  |            |                              |            |            |            |  |  |        |                              |        |        |        |

## Mixed

### Setzliste
1. Nova Widianto / Liliyana Natsir
2. Thomas Laybourn / Kamilla Rytter Juhl
3. Anthony Clark / Donna Kellogg
4. Robert Blair /  Imogen Bankier
5. Sudket Prapakamol / Saralee Thungthongkam
6. Songphon Anugritayawon / Kunchala Voravichitchaikul
7. Flandy Limpele / Vita Marissa
8. Lim Khim Wah / Wong Pei Tty

### Gruppe A
| Nr. | Paarung                                 | Spiele | Punkte | Gewonnen | Sätze | Punkte  |
| --- | --------------------------------------- | ------ | ------ | -------- | ----- | ------- |
| 1   | Nova Widianto Liliyana Natsir           | 3      | 3      | 3-0      | 6-2   | 159-100 |
| 2   | Sudket Prapakamol Saralee Thungthongkam | 3      | 2      | 2-1      | 5-3   | 139-144 |
| 3   | Flandy Limpele Vita Marissa             | 3      | 1      | 1-2      | 3-4   | 120-134 |
| 4   | Robert Blair Imogen Bankier             | 3      | 0      | 0-3      | 1-6   | 103-143 |

### Gruppe B
| Nr. | Paarung                                           | Spiele | Punkte | Gewonnen | Sätze | Punkte  |
| --- | ------------------------------------------------- | ------ | ------ | -------- | ----- | ------- |
| 1   | Thomas Laybourn Kamilla Rytter Juhl               | 3      | 3      | 3-0      | 6-2   | 159-100 |
| 2   | Anthony Clark Donna Kellogg                       | 3      | 2      | 2-1      | 6-3   | 175-157 |
| 3   | Lim Khim Wah Wong Pei Tty                         | 3      | 1      | 1-2      | 3-5   | 136-103 |
| 4   | Songphon Anugritayawon Kunchala Voravichitchaikul | 3      | 0      | 0-3      | 2-6   | 129-161 |

### Resultate
|  | Halbfinale | Halbfinale                              | Halbfinale | Halbfinale | Halbfinale |  |  | Finale | Finale                              | Finale | Finale | Finale |
|  |            |                                         |            |            |            |  |  |        |                                     |        |        |        |
|  |            |                                         |            |            |            |  |  |        |                                     |        |        |        |
|  |            | Nova Widianto Liliyana Natsir           | 23         | 21         |            |  |  |        |                                     |        |        |        |
|  |            | Anthony Clark Donna Kellogg             | 21         | 17         |            |  |  |        |                                     |        |        |        |
|  |            |                                         |            |            |            |  |  |        | Nova Widianto Liliyana Natsir       | 19     | 21     | 20     |
|  |            |                                         |            |            |            |  |  |        | Thomas Laybourn Kamilla Rytter Juhl | 21     | 18     | 22     |
|  |            | Sudket Prapakamol Saralee Thungthongkam | 17         | 20         |            |  |  |        |                                     |        |        |        |
|  |            | Thomas Laybourn Kamilla Rytter Juhl     | 21         | 20         |            |  |  |        |                                     |        |        |        |
|  |            |                                         |            |            |            |  |  |        |                                     |        |        |        |